# Saul (hoorspel)
Saul is een hoorspel van Siegfried E. van Praag. De NCRV zond het uit op woensdag 17 december 1975, van 20:05 uur tot 22:40 uur. De muziek werd uitgevoerd door het Collegium Musicum Judaïcum o.l.v. Chaim Storosum. De regisseur was Ab van Eyk.

## Rolbezetting
- Lou Landré (Saul)
- Bernard Droog (Kisj)
- Bob van Tol (de stem van Jakob-Israel)
- Gijsbert Tersteeg (Samuel)
- Jan Wegter (man van Jabes)
- Hans Karsenbarg (woordvoerder van het volk)
- Hans Fuchs (een priester)
- Guy Lavreysen & Robert Eek (soldaten)
- Willy Ruys (Agag, koning van Amalek)
- Olaf Wijnants (Jonathan, zoon van Saul)
- Sjoukje Hooymaayer (Michal, Sauls dochter)
- Willem Paul Edelman (wapendrager van Saul)
- Guus Hoes (David)
- Piet Ekel (Abner, legeraanvoerder en neef van Saul)
- Broes Hartman (een tovenaar)
- Joke Hagelen (Tirtsa, een bijzit van Saul)
- Frans Vasen (Achimelek, opperpriester in Nob)
- Petra Dumas (de waarzegster van Ednor)
- Mimi Kok, Maria Lindes, Donald de Marcas & Robert Eek (verdere medewerkenden)

## Inhoud
Dit is een verhaal over de oudtestamentische koning Saul, een verhaal over een man die zijn koningschap niet aan kon en een volk dat eigenlijk ook geen weg wist met de koning. Tussen volk en koning en tussen God en koning staat de profeet Samuel. Hij heeft het niet gemakkelijk. Hij moet zelfs op een gegeven ogenblik David tot koning zalven, omdat Saul het koningschap ontnomen wordt. Hij heeft niet geluisterd, hij is ongehoorzaam geweest. Boeiend tekent de auteur de haat/liefdeverhouding die Saul heeft ten opzichte van David. Hij kan hem niet verdragen, zoekt hem te doden en weet onbewust toch dat David uiteindelijk de sterkere zal zijn. Vooral de vriendschap tussen David en zijn zoon Jonathan is Saul een doorn in het oog. Hij voelt zich verraden door zijn liefste zoon…